# Théodebald (maire du palais)
Pour les articles homonymes, voir Théodebald.
Théodebald ou  Thibaud, né vers 708 et mort en 741, est un fils illégitime de Grimoald II, et le maire des palais d'Austrasie, de Neustrie et de Bourgogne de 714 à 717.

## Filiation
Selon le Liber Historiae Francorum, il est un fils illégitime de Grimoald II : « Grimoald engendra un fils nommé Theudoald d'une concubine ... Grimoald prit comme épouse Theudesinda, fille de Radbod, duc des gentils ». Ce texte est sans ambiguïté sur la naissance illégitime de Théodebald, qu'il date de l'année de la mort de Drogon, soit 708, alors que les Chronicon Moissaciense placent le mariage de son père en 711. Aussi la proposition de certains historiens qui, sur la base de l'onomastique, font de Theudesinde la mère de Théodebald est très fortement improbable.

## Biographie
Son père est assassiné en avril 714 par un Frison et son grand-père Pépin le désigne comme héritier de toutes ses possessions et ses charges de maire de palais. Théodebald avait alors environ 6 ans. Pépin de Herstal meurt le 16 décembre 714 et il devient maire du palais des trois royaumes francs, sous la régence de sa grand-mère Plectrude,.
Un an plus tard, à l'automne 715, Dagobert III, le roi que Pépin de Herstal avait placé sur le trône, meurt. Les Neustriens, sous la conduite de Ragenfrid, décident de secouer la tutelle austrasienne et placent sur le trône le roi Chilpéric II, lequel nomme en retour Ragenfrid comme maire du palais de Neustrie. Comme Plectrude refuse de reconnaître cette prise de pouvoir, Ragenfrid conduit l'armée neustrienne contre l'Austrasie et bat Plectrude en 715 dans la forêt de Compiègne. Ragenfrid s'empare des trésors de Plectrude, abandonnés sur le champ de bataille.  Puis il proclame Chilpéric également roi d'Austrasie, s'allie à Radbod, duc des Frisons, et attaque l'Austrasie. C'est à ce moment que Charles Martel parvient à regrouper des partisans pour repousser les Neustriens. Après un premier échec, il tend avec succès une embuscade à Amblève, puis les défait à Vinchy le 28 mai 717. Désormais accepté par les Austrasiens comme leur chef, il oblige Plectrude et Theodebald à renoncer au pouvoir, confisque les biens de Plectrude et l'enferme dans un couvent à Cologne,.
La suite de la vie de Theodebald est incertaine. Les Annales Mettenses affirment que « peu après il acheva sa vie innocente ». Cependant Charles Martel effectue en 723 une donation à Utrecht et, parmi les témoins figurent un Thiedoldi, nepoti eius. Charles n'ayant que trente ans, le sens possible de népos est neveu et le seul neveu connu de Charles Martel est l'ancien maire du palais. L'affirmation des Annales Mettenses pourrait être dû au fait que son auteur, cent ans après, n'ait pas trouvé de mention de Theodebald après 717 et en ait conclu à son décès. Il ne semble pas avoir participé à la conspiration organisée en 723 par son cousin Arnulf, mais les cousins étaient peut-être brouillés : Pépin de Herstal l'avait choisi au détriment d'Arnulf, pourtant fils du fils aîné.
En 741, après la mort de Charles Martel, ses deux fils Pépin et Carloman font tuer un Theodebald, qui ne peut pas être Theodebald, duc d'Alémanie († 744), ni Theodebald, duc de Bavière († 732), ni Theodebald, duc de Thuringe († début VIIIe siècle). Il pourrait très bien s'agir de leur cousin germain, dont ils pourraient craindre les ambitions en profitant des troubles qui ont suivi la mort de Charles.

## Généalogie
| Plectrude | Plectrude | Plectrude                       | Plectrude                       | Plectrude                       | Plectrude                       |                                 |                                 |  |  |                                     |                                     |                                     |                                     |                                     |                                     | Pépin de Herstal (° v. 645 † 714) maire de palais | Pépin de Herstal (° v. 645 † 714) maire de palais | Pépin de Herstal (° v. 645 † 714) maire de palais | Pépin de Herstal (° v. 645 † 714) maire de palais | Pépin de Herstal (° v. 645 † 714) maire de palais | Pépin de Herstal (° v. 645 † 714) maire de palais |                                             |                                             |                                  |                                  |                                                 |                                                 |                                                 |                                                 |                                                 |                                                 | Alpaïde                              | Alpaïde                              | Alpaïde                              | Alpaïde                              | Alpaïde | Alpaïde |  |  |
| Plectrude | Plectrude | Plectrude                       | Plectrude                       | Plectrude                       | Plectrude                       |                                 |                                 |  |  |                                     |                                     |                                     |                                     |                                     |                                     | Pépin de Herstal (° v. 645 † 714) maire de palais | Pépin de Herstal (° v. 645 † 714) maire de palais | Pépin de Herstal (° v. 645 † 714) maire de palais | Pépin de Herstal (° v. 645 † 714) maire de palais | Pépin de Herstal (° v. 645 † 714) maire de palais | Pépin de Herstal (° v. 645 † 714) maire de palais |                                             |                                             |                                  |                                  |                                                 |                                                 |                                                 |                                                 |                                                 |                                                 | Alpaïde                              | Alpaïde                              | Alpaïde                              | Alpaïde                              | Alpaïde | Alpaïde |  |  |
|           |           |                                 |                                 |                                 |                                 |                                 |                                 |  |  |                                     |                                     |                                     |                                     |                                     |                                     |                                                   |                                                   |                                                   |                                                   |                                                   |                                                   |                                             |                                             |                                  |                                  |                                                 |                                                 |                                                 |                                                 |                                                 |                                                 |                                      |                                      |                                      |                                      |         |         |  |  |
|           |           |                                 |                                 |                                 |                                 |                                 |                                 |  |  |                                     |                                     |                                     |                                     |                                     |                                     |                                                   |                                                   |                                                   |                                                   |                                                   |                                                   |                                             |                                             |                                  |                                  |                                                 |                                                 |                                                 |                                                 |                                                 |                                                 |                                      |                                      |                                      |                                      |         |         |  |  |
|           |           | Drogon († 708) duc de Champagne | Drogon († 708) duc de Champagne | Drogon († 708) duc de Champagne | Drogon († 708) duc de Champagne | Drogon († 708) duc de Champagne | Drogon († 708) duc de Champagne |  |  | Grimoald II († 714) maire du palais | Grimoald II († 714) maire du palais | Grimoald II († 714) maire du palais | Grimoald II († 714) maire du palais | Grimoald II († 714) maire du palais | Grimoald II († 714) maire du palais |                                                   |                                                   | Theudesinde fille de Radbod duc des Frisons       | Theudesinde fille de Radbod duc des Frisons       | Theudesinde fille de Radbod duc des Frisons       | Theudesinde fille de Radbod duc des Frisons       | Theudesinde fille de Radbod duc des Frisons | Theudesinde fille de Radbod duc des Frisons |                                  |                                  | Charles Martel (° v. 688 † 741) maire du palais | Charles Martel (° v. 688 † 741) maire du palais | Charles Martel (° v. 688 † 741) maire du palais | Charles Martel (° v. 688 † 741) maire du palais | Charles Martel (° v. 688 † 741) maire du palais | Charles Martel (° v. 688 † 741) maire du palais |                                      |                                      |                                      |                                      |         |         |  |  |
|           |           | Drogon († 708) duc de Champagne | Drogon († 708) duc de Champagne | Drogon († 708) duc de Champagne | Drogon († 708) duc de Champagne | Drogon († 708) duc de Champagne | Drogon († 708) duc de Champagne |  |  | Grimoald II († 714) maire du palais | Grimoald II († 714) maire du palais | Grimoald II († 714) maire du palais | Grimoald II († 714) maire du palais | Grimoald II († 714) maire du palais | Grimoald II († 714) maire du palais |                                                   |                                                   | Theudesinde fille de Radbod duc des Frisons       | Theudesinde fille de Radbod duc des Frisons       | Theudesinde fille de Radbod duc des Frisons       | Theudesinde fille de Radbod duc des Frisons       | Theudesinde fille de Radbod duc des Frisons | Theudesinde fille de Radbod duc des Frisons |                                  |                                  | Charles Martel (° v. 688 † 741) maire du palais | Charles Martel (° v. 688 † 741) maire du palais | Charles Martel (° v. 688 † 741) maire du palais | Charles Martel (° v. 688 † 741) maire du palais | Charles Martel (° v. 688 † 741) maire du palais | Charles Martel (° v. 688 † 741) maire du palais |                                      |                                      |                                      |                                      |         |         |  |  |
|           |           |                                 |                                 |                                 |                                 |                                 |                                 |  |  |                                     |                                     |                                     |                                     |                                     |                                     |                                                   |                                                   |                                                   |                                                   |                                                   |                                                   |                                             |                                             |                                  |                                  |                                                 |                                                 |                                                 |                                                 |                                                 |                                                 |                                      |                                      |                                      |                                      |         |         |  |  |
|           |           |                                 |                                 |                                 |                                 |                                 |                                 |  |  |                                     |                                     |                                     |                                     |                                     |                                     |                                                   |                                                   |                                                   |                                                   |                                                   |                                                   |                                             |                                             |                                  |                                  |                                                 |                                                 |                                                 |                                                 |                                                 |                                                 |                                      |                                      |                                      |                                      |         |         |  |  |
|           |           | Arnulf († 723) duc              | Arnulf († 723) duc              | Arnulf († 723) duc              | Arnulf († 723) duc              | Arnulf († 723) duc              | Arnulf († 723) duc              |  |  | Théodebald († 741) maire du palais  | Théodebald († 741) maire du palais  | Théodebald († 741) maire du palais  | Théodebald († 741) maire du palais  | Théodebald († 741) maire du palais  | Théodebald († 741) maire du palais  |                                                   |                                                   |                                                   |                                                   |                                                   |                                                   | Carloman († 755) maire du palais            | Carloman († 755) maire du palais            | Carloman († 755) maire du palais | Carloman († 755) maire du palais | Carloman († 755) maire du palais                | Carloman († 755) maire du palais                |                                                 |                                                 | Pépin le Bref († 768) roi des Francs            | Pépin le Bref († 768) roi des Francs            | Pépin le Bref († 768) roi des Francs | Pépin le Bref († 768) roi des Francs | Pépin le Bref († 768) roi des Francs | Pépin le Bref († 768) roi des Francs |         |         |  |  |